# Edward D. Crippa
Edward David Crippa, född 8 april 1899 i Rock Springs, Wyoming, död 20 oktober 1960 i Rock Springs, Wyoming, var en amerikansk republikansk politiker och affärsman. Han representerade delstaten Wyoming i USA:s senat från 24 juni till 28 november 1954.
Crippa deltog i första världskriget i USA:s armé. Han var fullmäktigeledamot i Rock Springs 1926-1928. Han var verksam inom affärslivet i Wyoming som bankdirektör och som chef för Crippa Motor Co., ett företag han själv ägde.
Senator Lester C. Hunt begick självmord i juni 1954 och Crippa blev utnämnd till Hunts efterträdare i senaten fram till fyllnadsvalet senare samma år. Crippa bestämde sig för att inte kandidera i fyllnadsvalet. Han efterträddes i senaten av Joseph C. O'Mahoney.
Crippas grav finns i Rock Springs, Wyoming.